# الداي محمد بن حسن
محمد بن حسن أو محمد أفندي هو داي الجزائر الذي حكم من 1718 إلى 1724 . تميز عهده بالنشاط الدبلوماسي المكثف. خليفة بابا علي الذي رفض إرسال الباشا من اسطنبول وأعلن استقلاله، لا سيما في شؤون السياسة الخارجية؛ لقد أظهر صلابة كبيرة في مواجهة مطالب اسطنبول. يرفض إعادة محاولة اراسل باشا من اسطنبول، ويرفض كابيدجي يطلب إبرام سلام مع الهولنديين ولا يستسلم للتهديد بعدم تلقي تعزيزات من الإنكشارية. ثم تفاوض على معاهدات السلام مباشرة مع فرنسا وهولندا. ومع ذلك، كان عليه أن يواجه الثورات الداخلية والعداء المتزايد من قبل الرايس الذين وجدوه قريبًا جدًا من الإنكشارية وانتهى بهم الأمر باغتياله عام 1724.

## المذكرات والمراجع
1. 1 2  تاريخ الجزائر في القديم و الحديث، ج3، مبارك بن محمد الميلي، مكتبة النهضة الجزائرية، الجزائر، ص186
2. ↑  "رحلة العالم الألماني : ج. أو. هابنسترايت إلى الجزائر وتونس وطرابلس / استقبال الداي لها بنسترايت وإعطائه رسائل توصية لإتمام مهمته العلمية". مؤرشف من الأصل في 2022-03-09. اطلع عليه بتاريخ 2022-07-25.
3. ↑   https://books.rafed.net/view.php?type=c_fbook&b_id=3076&page=77. {{استشهاد ويب}}: |url= بحاجة لعنوان (مساعدة) والوسيط |title= غير موجود أو فارغ (من ويكي بيانات) (مساعدة)
4. ↑  Kaddache 2011

## فهرس
- Kaddache، Mahfoud (2011) [1982]. L'Algérie des Algériens. Alger: EDIF2000. ص. 786. ISBN:978-9961-9662-1-1.

## أغتياله
دبرت جماعة من الجند (اليولداش) مؤامرة ضده ونصبت له كمينا على الساعة العاشرة صباحا يوم 18 مارس 1724 داخل مدينة الجزائر عند ما كان عائدا من تفقد بعض الأبراج، فصوب نحوه أحد الجنود من على سطح ثكنة البحرية طلقة نارية أصابته بين كتفيه وأردته قتيلا، فسارع أعوانه وفي مقدمتهم الخزناجي إلى دار الإمارة بالجنينة وأغلقوا الأبواب ليحولوا دون انتشار الفوضى، وسارعوا بإعلان آغا العرب أو قائد الصبائحية كرد عبدي دايا، الأمر الذي ساعد على قمع التمرد وإقرار الهدوء.

## مقالات ذات صلة
- ريجنسي الجزائر
- داي الجزائر
- قائمة الملوك والولاة في الجزائر العاصمة